# Donatella Dal Bianco
Donatella Dal Bianco (Schio, 7 novembre 1968) è un'ex velocista italiana.

## Biografia
I suoi più importanti risultati furono le medaglie ai Giochi del Mediterraneo: ad Atene 1991 vinse l'argento nella staffetta 4×100 metri insieme a Marisa Masullo, Daniela Ferrian e Rossella Tarolo, mentre a Linguadoca-Rossiglione 1993 fu medaglia di bronzo nei 200 metri piani e d'argento nuovamente nella staffetta.
Nel 1991 si classificò settima nella staffetta 4×100 metri ai Mondiali di Tokyo, con la stessa squadra medagliata ai Giochi del Mediterraneo di Atene quello stesso anno.
Risale al 1995 la sua ultima apparizione in una importante manifestazione internazionale, quando fu eliminata nella semifinale dei 200 metri piani ai campionati del mondo indoor di Barcellona.
Ha al suo attivo quattro titoli nazionali assoluti al coperto: tre nei 200 metri piani e uno nella staffetta 4×1 giro, tutti conquistati tra il 1990 e il 1999).
È ancora la detentrice della quarta migliore prestazione italiana nei 200 metri piani indoor.

## Palmarès
| Anno | Manifestazione          | Sede                   | Evento                | Risultato     | Prestazione | Note |
| ---- | ----------------------- | ---------------------- | --------------------- | ------------- | ----------- | ---- |
| 1986 | Mondiali juniores       | Atene                  | 200 metri piani       | elim. semif.  | 24"68       |      |
| 1991 | Giochi del Mediterraneo | Atene                  | Staffetta 4×100 metri | Argento       | 43"67       |      |
| 1991 | Mondiali                | Tokyo                  | Staffetta 4×100 metri | 7ª            | 43"76       |      |
| 1993 | Giochi del Mediterraneo | Linguadoca-Rossiglione | 200 metri piani       | Bronzo        | 24"12       |      |
| 1993 | Giochi del Mediterraneo | Linguadoca-Rossiglione | Staffetta 4×100 metri | Argento       | 45"62       |      |
| 1995 | Mondiali indoor         | Barcellona             | 200 metri piani       | elim. qualif. | 24"73       |      |

## Campionati nazionali
- 3 volte campionessa italiana assoluta dei 200 metri piani indoor (1990, 1992, 1995)
- 1 volta campionessa italiana assoluta della staffetta 4×1 giro indoor (1999)

1987
- Bronzo ai campionati italiani assoluti, 200 m piani - 24"56

1988
- Argento ai campionati italiani assoluti indoor, 200 metri piani - 24"66

1990
- Oro ai campionati italiani assoluti di atletica leggera indoor, 200 metri piani - 23"46

1992
- Oro ai campionati italiani assoluti di atletica leggera indoor, 200 metri piani - 23"73

1995
- Oro ai campionati italiani assoluti di atletica leggera indoor, 200 metri piani - 23"83

1999
- Oro ai campionati italiani assoluti di atletica leggera indoor, staffetta 4×1 giro - 1'37"85